# Techno hardcore
El techno hardcore és un subgènere de la música electrònica de ball nascut cap a la meitat de la dècada del 1990 als Països Baixos com a variant de l'estil industrial techno del new beat belga. Es caracteritza per la velocitat (les cançons van des de 170 a 220 bpm) i per la contundència dels seus potents beats, distorsionats fins a punts extrems. Va influenciar notablement la música màkina, el jumpstyle, el happy hardcore i el hardstyle. Alguns artistes destacats són Ophidian, 3 Steps Ahead i Angerfist.

## Història
Als seus inicis es coneixia com a gabber, paraula holandesa que vol dir «amic» o «company», que era com el públic de les festes techno hardcore s'anomenaven els uns als altres. El hardcore, que ha evolucionat madurant en tècnica i qualitat, ha derivat en nous subestils com ara darkcore, terrorcore, speedcore i doomcore, que s'han afegit al mainstream hardcore, o simplement hardcore.
D'aquests subestils, el darkcore i l'industrial hardcore són els més experimentals i amb velocitats molt variades, mantenint la potència i contundència extremes com a característica principal. El terrorcore i l'speedcore han fet de les velocitats de vertigen la seva senya d'identitat, amb cançons que van des dels 250 a més de 300 bpm. El doomcore, per la seva banda, és una barreja dels estils més experimentals amb velocitats molt més baixes (90 - 130 bpm).